# Franz Keller (Winzer)
Franz Anton Keller (* 4. April 1927 in Freiburg im Breisgau; † 28. März 2007 in Oberbergen) war ein deutscher Winzer, Weinhändler, Gastronom und Hotelier.

## Leben
Keller wuchs in einer Winzer- und Gastronomen-Dynastie auf. Sein Vater Franz Anton Keller (1860–1929) hatte berufliche Jahre in Frankreich verbracht und erwarb Ende des 19. Jahrhunderts den Gasthof Schwarzer Adler in Oberbergen, dieser blieb lange Zeit ein einfaches Gasthaus. Franz Kellers Mutter Mathilde leitete ab 1924 die Küche im Schwarzen Adler.
1945, beim Rückzug durch Ostpreußen, entdeckte der damalige Oberfähnrich Keller seine Leidenschaft zum Wein aus Bordeaux. Er kam in einem Gut unter, zum Essen gab es einige Flaschen Bordeaux aus dem Keller der Gutsherrin, unter anderem einen Château Lafite 1928.
Nach einer Metzgerlehre, die er schon während des Krieges begonnen hatte, gründete er das bald größte Bordeauxlager Deutschlands, eingelassen in einen großen Gewölbekeller im Kaiserstuhl. Die badische Landjugend demonstrierte daraufhin gegen ihn, weil er französischen Wein importierte.
1969 wurde sein Restaurant Schwarzer Adler unter Leitung seiner Ehefrau Irma (geborene Konstanzer) mit einem Michelin-Stern ausgezeichnet, als erste Köchin in Deutschland. In den frühen 1970er Jahren kam unter seinem Sohn Franz Keller Junior der zweite Stern hinzu. Im Restaurant lernten unter anderen Karl-Josef Fuchs. Mitte der 1970er Jahre wurde Christian Begyn Küchenchef, auch unter ihm wurden zwei Sterne verliehen. Seit 1969 hat das Restaurant (mit Unterbrechung 2020) mindestens einen Michelin-Stern.
Keller schrieb unter dem Pseudonym Fridolin Schlemmer als Kolumnist viele Jahre in der Badischen Zeitung. Der „Rebell vom Kaiserstuhl“ wetterte vor allem in den 1970er Jahren gegen falsche Sortenpolitik („Sortenvielfalt statt Funktionärseinfalt“), zu hohe Erträge, übermäßige Reglementierungen und gegen die Süßung des Weins.
Die beiden Söhne sind ebenfalls in der Gastronomie tätig: Franz Keller Junior (* 1950) führt die „Adlerwirtschaft“ in Eltville-Hattenheim. Fritz Keller (* 1957) übernahm 1990 Weingut, Weinhandel, beide Restaurants und das Hotel. Später war Fritz Keller erst Präsident des SC Freiburg und anschließend Präsident des Deutschen Fußballbunds.

## Verschiedenes
Zu seinem Freundeskreis gehörten Paul Bocuse und Vincent Klink. Berühmte Gäste des Restaurants „Franz Keller Schwarzer Adler“ waren Walter Scheel, Wolfgang und Thomas Schäuble und Sepp Herberger. Fritz Walter ist der Taufpate seines Sohnes Fritz.

## Publikationen
- Alemannisch angerichtet. Zu Tisch mit Fridolin Schlemmer. Plaudereien und wohlmeinende Ratschläge für Küche und Keller. Badischer Verlag, Freiburg im Breisgau 1976, DNB 770453880.
- Alemannisch angerichtet. Wein- und Tafelfreuden zwischen Schwarzwald und Vogesen. Vorwort von Walter Scheel. Rombach, Freiburg im Breisgau 1985, ISBN 3-7930-0495-3.
- Peter Gaymann: Huhn à la Cartoon. Geflügelgerichte aus dem Schwarzen Adler. Mit einem Vorwort und Weinempfehlungen von Franz Keller. Mit einem Vorwort und gekocht von Christian Begyn. Fackelträger, Hannover 1992, ISBN 978-3-7716-1553-6.